# Saint-Gratien-Savigny
Saint-Gratien-Savigny é uma comuna francesa na região administrativa de Borgonha-Franco-Condado, no departamento Nièvre. Estende-se por uma área de 21 km². Em 2010 a comuna tinha 118 habitantes (densidade: 5,6 hab./km²).